# Kakizaki Kageie
Kakizaki Kageie (柿崎 景家?; 1513 ? – 1575) è stato un samurai del periodo Sengoku che servì il clan Uesugi della provincia di Echigo.
Fu uno dei generali più famosi e temuti di Uesugi Kenshin per la sua ferocia in battaglia e partecipò ad almeno tre battaglie di Kawanakajima. Nella battaglia più importante, la quarta, guidò l′avanguardia ed alcune fonti raccontano che fu lui ad uccidere Takeda Nobushige. Suo figlio, Kakizaki Haruie, fu mandato al castello di Odawara del clan Hōjō come ostaggio per suggellare l'alleanza con il clan Uesugi.
Per ragioni che non sono chiare Kenshin sospettò che complottasse con Oda Nobunaga contro di lui e ordinò la sua esecuzione pentendosene successivamente.